# Бахурин, Иван Михайлович
Иван Михайлович Бахурин (1 (13) октября 1880, Зарайск — 2 октября 1940, Ленинград, СССР) — русский и советский учёный в области горной науки, член-корреспондент АН СССР (1939), профессор Ленинградского горного института.

## Биография
Родился 1 (13) октября 1880 года в городе Зарайск Рязанской губернии. Учился в городском училище. Затем вместе с семьёй переехал в Царское Село, где с золотой медалью окончил Царскосельскую гимназию. В 1901 году поступил в Императорский Санкт-Петербургский университет, но в 1902 году был исключён за участие в студенческих беспорядках. В том же году поступил в Петербургский горный институт, который окончил в 1909 году. С 1909 по 1921 год работал ассистентом на кафедре маркшейдерского дела, помощником В. И. Баумана.
В 1917 году в Свято-Духовской церкви посёлка Келломяки (Комарово) венчался с учительницей Марией Алексеевной Егоровой.
В 1921 году избран профессором маркшейдерского дела Ленинградского горного института. В 1923 году, после смерти Баумана, возглавил кафедру маркшейдерского дела. В 1932 году организовал в Ленинграде Центральное научно-исследовательское маркшейдерское бюро (позднее — Центральный научно-исследовательский маркшейдерский институт). Одновременно с этим был инициатором создания Союзмаркштреста — специализированной организации для выполнения капитальных маркшейдерско-геодезических работ.
Написал ряд крупных работ по маркшейдерскому делу. Автор теории интерпретации данных магнитной разведки и теории уравнивания маркшейдерских сетей. Разработал методы магнитной микросъёмки для маркшейдерских целей. В 1927—1934 годах принимал участие в составлении «Технической энциклопедии» под редакцией Л. К. Мартенса, автор статей по тематике «маркшейдерское дело». Среди учеников И. М. Бахурина профессора С. Г. Авершин, Д. А. Казаковский и другие крупные научные работники.
За выдающиеся научные достижения И.М. Бахурину в 1935 г. была присуждена ученая степень доктора технических наук, а в 1939 г. он был избран членом-корреспондентом АН СССР.